# Franc-maçonnerie en Europe

Europe

La franc-maçonnerie en Europe se développe et s'implante selon diverses pratiques depuis le XVIIe siècle. À la suite de sa naissance en Écosse elle connaît sa première structuration obédientielle en Angleterre avec la création de la Grande Loge de Londres et de Westminster au début du XVIIIe siècle en 1717. Traversant la Manche, ce nouvel espace de sociabilité prend pied sur le continent et se développe sous diverses formes tout en conservant son corpus originel symbolique et légendaire des XVIIe et XVIIIe siècles. Sa diffusion sur le continent commence en 1720. Elle connaît plusieurs restrictions et interdictions partielles ou totales au cours de ses trois siècles d'existence. Au XXIe siècle, elle est présente de manière plus ou moins importante dans la quasi-totalité des pays européen. Les obédiences masculines, mixtes ou féminines qui la composent s'organisent en plusieurs associations internationales de sensibilités différentes, mais qui favorisent toujours les échanges et les rencontres formelles.

## Historique
La première loge connue et documentée sur le continent européen est attestée à Rotterdam aux Pays-Bas, elle est constituée en 1720-1721. La documentation permet d'identifier quelques franc-maçon en faisant partie, trois sont Écossais, un née est dans le pays de parents écossais, un est Irlandais. Émigrant définitif ou encore natif du pays , ils vivent et meurent dans ce pays, ils font tous partis de l’Église écossaise de Rotterdam et s'affaire dans les milieux du négoce et du commerce. Malgré un faible nombre de fondateurs, l'existence de cette loge est attestée jusqu'en 1735 environ. La condamnation du pape Clément XII qui fulmine la bulle In eminenti apostolatus specula amène la condamnation de la franc-maçonnerie naissante par les États de Hollande et de Frise-Occidentale. Durant les XVIIe et XVIIIe siècles des loges maçonniques se créent de manière discontinue sur tout le continent, elles sont dissoutes au gré des condamnations ou des interdictions, mais souvent se reconstituent dès lors que les pressions des pouvoirs ou de l’Église se font moins agressives.
Après plus de trois siècles d'existence sur le continent européen, des périodes de développement important notamment au XIXe siècle, une quasi-extinction lors du XXe siècle, la franc-maçonnerie européenne s'est reconstituée dans la quasi-totalité des pays de l'Europe. Elle compte en 2015 entre 6 et 700 000 membres sans que ce chiffre ne puisse être confirmé par des données certifiées. La plus forte densité reste concentrée en Europe de l'Ouest, du Nord-ouest et du Nord. Ses zones d'implantation restent ses zones historiques de développement, les Iles Britanniques, la France, le Benelux et la Scandinavie, implantation contemporaine qui reflète celle du XVIIIe siècle. Exception faite de l'Allemagne deuxième puissance maçonnique d'Europe jusqu'en 1930 et qui à l'issue de la période nazi et de la Seconde Guerre mondiale ne retrouve que de modestes effectifs. L'Italie est au XXIe siècle la troisième puissance maçonnique européenne après le Royaume-Uni et la France. Les anciens pays de l'Est et autres États autoritaires ne connaissent globalement qu'une faible démographie maçonnique à l'exception du Portugal et de la Roumanie.

## Iles britanniques

### Écosse
La franc-maçonnerie écossaise est à l'origine de la franc-maçonnerie dite : « spéculative » qui apparaît et se développe en Grande-Bretagne au début du XVIIIe siècle. La majorité des loges écossaises et de leurs membres se placent sous les constitutions de la Grande Loge d’Écosse crée en 1736 et qui se situe dans le courant de la Grande Loge des anciens lors de la querelle qui oppose cette dernière à la première Grande Loge d'Angleterre. Elle est liée à l'existence même de la plus ancienne loge connue encore en activité, la loge Kilwinning n°0 et du rituel pratiqué, le Rite standard d'Écosse.

### Grande Bretagne
La franc-maçonnerie moderne, dite parfois « spéculative » par opposition à la maçonnerie de métier, dite « corporative » ou « opérative », se structure en Angleterre avec la fondation de la première obédience maçonnique au monde, la première Grande Loge d'Angleterre. Elle s'étendre très rapidement, au début du XVIIIe siècle, à toute l'Europe puis, principalement par l'intermédiaire des colonies européennes, à l'ensemble du monde.

### Irlande
La franc-maçonnerie irlandaise fait partie des plus anciennes pratiques maçonniques connues de la franc-maçonnerie dite : « spéculative » qui se structure en obédience en 1717 en Angleterre. Sa préexistence à l'image de la franc-maçonnerie écossaise avérée par des documents historiques, est antérieure aux premières structurations obédientielles.

## Europe continentale

### Allemagne
L'Allemagne est, avec l'Angleterre, l'Écosse et la France, l'un des principaux berceaux de la franc-maçonnerie moderne, dite « spéculative ». Toutefois, la franc-maçonnerie allemande, entièrement détruite pendant la dictature nazie, n'est jamais parvenue à retrouver son éclat d'autrefois.

### Belgique
La première loge belge fut La Parfaite Union créée en 1721 ; elle figure maintenant sous le numéro 1 au tableau des loges du Grand Orient de Belgique lui-même constitué en 1833. Actuellement la majorité des loges en Belgique appartiennent à la branche dite libérale où a-dogmatique. Il existe cependant la Grande Loge régulière de Belgique, seule obédience belge ayant des liens d'amitié avec les grandes loges anglo-saxonnes.

### Écosse
La franc-maçonnerie écossaise est à l'origine de la franc-maçonnerie dite : « spéculative » qui apparaît et se développe en Grande-Bretagne au début du XVIIIe siècle. La majorité des loges écossaises et de leurs membres se placent sous les constitutions de la Grande Loge d’Écosse crée en 1736 et qui se situe dans le courant de la Grande Loge des anciens lors de la querelle qui oppose cette dernière à la première Grande Loge d'Angleterre.

### Espagne
La franc-maçonnerie espagnole apparait en 1727 à Madrid. Elle reçoit une patente de la Grande Loge d'Angleterre le 29 mars 1729 où elle est inscrite sous le numéro 50.

### France
La franc-maçonnerie en France date de la fin du XVIIe siècle avec l'arrivée des jacobites expulsés de Grande-Bretagne. Cette information a été donnée lors de l'intégration en 1777 de la loge « La Parfaite Égalité », Orient de Saint-Germain-en-Laye, au jeune Grand Orient de France sans qu'aucune vérification n'ait à l'époque été faite (Cf. Acte d'intégration).

### Italie
Implantée par des marchands et des militaires de toute l'Europe dans les années 1730, la Franc-maçonnerie en Italie connaîtra une effervescence contrastée par les oppositions de l'Église catholique et du fascisme par la suite.

### Pologne
C'est en 1742 qu'apparaît la première loge, fondée par le maréchal de Lituanie, Mniszek, dans la ville de Wisniovec. Après avoir été interdite pendant toute la seconde moitié du XXe siècle, la franc-maçonnerie commence à renaître en Pologne.

### Portugal
La franc-maçonnerie portugaise nait en 1727, elle est le fait de commerçants britanniques qui créent un premier atelier à Lisbonne. En 1733, un second atelier est fondé par des frères dont la plupart sont Irlandais et catholiques. Mais en 1738, cette loge est dissoute au regard de la bulle pontificale In eminenti apostolatus specula de Clément XII du 28 avril 1738. Un troisième atelier voit le jour en 1741 à Lisbonne, à l'initiative du lapidaire suisse Jean Coustos (1703-1746) et deux autres membres portugais qui seront arrêtés par l'Inquisition portugaise et interrogés sous la torture dans les années 1740.

### Tchéquie
La franc-maçonnerie en Tchéquie nait en 1741 avec la création de la loge « Aux trois couronnes » par des militaires français de l'armée du Maréchal de Belle-Isle, présents dans le cadre de la guerre de Succession d'Autriche, qui ont mis le siège et pris la ville de Prague. Elle prospère jusqu'à l'interdiction, en 1801, par l'empereur François Ier, des activités maçonniques.

### Roumanie
Selon Marcel Schapira et Jacques Pierre, la majorité des révolutionnaires et des fondateurs de la Roumanie dont son premier souverain Alexandru Ioan Cuza, ainsi qu'un grand nombre d'universitaires, de scientifiques et d'artistes du XIXe et du début du XXe siècle, étaient francs-maçons.
Interdite et clandestine sous les dictatures qui se succédèrent de 1938 à 1944 et de 1945 à 1989, la franc-maçonnerie roumaine perdit beaucoup de ses membres, assassinés, exilés ou emprisonnés. Elle renaît de ses cendres depuis 1990.

### Suisse
Les 4 700 frères et plus de 300 sœurs suisses se répartissent entre la Grande Loge Suisse Alpina (Obédience masculine régulière) et d'autres obédiences masculines Grand Orient de Suisse(GOS), féminines (GLFS), mixtes Droit Humain (DH), Grande Loge mixte de Suisse (GLMS/GGDS), sans oublier de nombreuses loges dites « indépendantes » et qui n'appartiennent à aucune obédience.